# Distrito de Trnava
El distrito de Trnava (en eslovaco Okres Trnava) es una unidad administrativa (okres) de Eslovaquia Occidental, situado en la región de Trnava, con 127 125 habitantes (en 2001) y una superficie de 741 km². Su capital es la ciudad de Trnava, que además es la capital de la región.

## Demografía
| Año        | 1994    | 2004    | 2014    | 2024    |
| ---------- | ------- | ------- | ------- | ------- |
| Población  | 126 153 | 126 822 | 129 946 | 132 788 |
| Diferencia |         | +0,53 % | +2,46 % | +2,18 % |

| Año        | 2023    | 2024    |
| ---------- | ------- | ------- |
| Población  | 132 524 | 132 788 |
| Diferencia |         | +0,19 % |

## Ciudades
- Trnava (capital)

## Municipios (población año 2017)
- Biely Kostol 1946
- Bíňovce 681
- Bohdanovce nad Trnavou 1415
- Boleráz 2300
- Borová 448
- Brestovany 2658
- Bučany 2340
- Buková 661
- Cífer 4260
- Dechtice 1851
- Dlhá 435
- Dobrá Voda 802
- Dolná Krupá 2255
- Dolné Dubové 719
- Dolné Lovčice 757
- Dolné Orešany 1304
- Horná Krupá 499
- Horné Dubové 379
- Horné Orešany 1892
- Hrnčiarovce nad Parnou 2289
- Jaslovské Bohunice 2292
- Kátlovce 1157
- Košolná 798
- Križovany nad Dudváhom 1818
- Lošonec 527
- Majcichov 2001
- Malženice 1493
- Naháč 415
- Opoj 1139
- Pavlice 569
- Radošovce 401
- Ružindol 1647
- Šelpice 899
- Slovenská Nová Ves 521
- Smolenice 3383
- Špačince 2851
- Suchá nad Parnou 2131
- Šúrovce 2336
- Trstín 1448
- Vlčkovce 1367
- Voderady 1507
- Zavar 2291
- Zeleneč 2572
- Zvončín 808